# ذخیره‌گاه طبیعی دژوگدزور
ذخیره‌گاه طبیعی دژوگدزور (انگلیسی: Dzhugdzur Nature Reserve) یک پارک و ذخیره‌گاه طبیعی در سرزمین خاباروفسک کشور روسیه است.